# Cardiff Arena
Die Cardiff Arena (auch bekannt als Cardiff Bay Ice Arena) war ein Eishockeystadion in Cardiff, Wales.

## Geschichte
Die Cardiff Arena dient als Heimspielstätte der professionellen Eishockeymannschaft Cardiff Devils aus der Elite Ice Hockey League. Die Arena sollte ursprünglich nur kurzfristig als Übergangslösung nach Schließung des Wales National Ice Rink dienen, jedoch verzögerte sich der Bau eines neuen Stadions mehrfach, sodass die Cardiff Arena bis auf Weiteres von den Cardiff Devils benutzt wird. Neben Eishockeyspielen werden auch Eiskunstlaufveranstaltungen in der Cardiff Arena abgehalten. Nach dem Auszug der Cardiff Devils in die Ice Arena Wales im März 2016 wurde die Cardiff Arena noch im selben Jahr abgerissen.